# 追撃機 (映画)
『追撃機』（ついげきき、原題：The Hunters）は1958年のアメリカ合衆国の映画。ディック・パウエル監督の作品で、出演はロバート・ミッチャムなど。

## キャスト
※括弧内は日本語吹替（初回放送1967年8月13日『日曜洋画劇場』DVD収録・正味約71分）
- クリーブ・サビル少佐：ロバート・ミッチャム（浦野光）
- クリス：メイ・ブリット（武藤礼子）
- エド・ペル中尉：ロバート・ワグナー（市川治）
- ダミル・イミル大佐：リチャード・イーガン（森川公也）
- カール・アボット中尉：リー・フィリップス（関根信昭）
- コロナ中尉：ジョン・ガブリエル（村越伊知郎）
- モンク・モンカージュ大佐：ステイシー・ハリス（杉田俊也）
- 農家：ヴィクター・セン・ヤング（渡部猛）
- 農家の娘：キャンディス・リー（荘司美代子）
- 日本人店員：ノブ・マッカーシー

## スタッフ
- 監督・製作：ディック・パウエル
- 原作：ジェームズ・ソルター
- 脚本：ウェンデル・メイズ
- 撮影：チャールズ・G・クラーク
- 編集：スチュアート・ギルモア
- 音楽：ポール・ソーテル